# Hazrat
Hazrat (en persa: ﺣﻀﺮﺕ) es un título honorífico islámico usado para honrar el estado espiritual de una persona. La traducción literal de Hazrat significa "Gran Presencia".
Algunos ejemplos de uso del honorífico son: Hazrat Mohammad, Hazrat Ali,Hazrat Yusaf y Hazrat Pir.
También se emplea como apellido en el sur de Asia, como el apellido Hazrati de Irán.
- Datos: Q4887713